# Chủ nghĩa tự nhiên (triết học)
Chủ nghĩa tự nhiên triết học đã được miêu tả theo nhiều kiểu. Theo nghĩa rộng nhất và mạnh nhất, chủ nghĩa tự nhiên là quan điểm siêu hình rằng "tự nhiên là tất cả những gì tồn tại và tất cả các chân lý cơ bản đều là các chân lý của tự nhiên". Thuyết này thường được gọi là chủ nghĩa tự nhiên siêu hình hay chủ nghĩa tự nhiên bản thể học (ontological naturalism). Một dạng thức cơ bản khác, được gọi là chủ nghĩa tự nhiên phương pháp luận (methodological naturalism), là nhận thức luận và nguyên tắc phương pháp luận tạo nên nền móng cho phương pháp khoa học. Nó đòi hỏi rằng các giả thuyết khoa học phải được giải thích và kiểm tra bằng cách dẫn chiếu tới các nguyên nhân và sự kiện tự nhiên. Còn một hình thức khác của chủ nghĩa tự nhiên, đó là quan niệm rằng các phương pháp khoa học nên được sử dụng trong triết học. Theo quan niệm này, khoa học và triết học được cho là hình thành nên một thể liên tục (continuum) và do đó nên áp dụng các phương pháp giống nhau cho cả hai lĩnh vực. W.V. Quine, George Santayana, và những người khác đã ủng hộ quan điểm này. Bất cứ phương pháp tìm hiểu hay nghiên cứu, hay bất cứ quy trình thu nhận tri thức nào có giới hạn trong phạm vi của các cách tiếp cận hay giải thích mang tính tự nhiên, vật lý, và vật chất đều có thể được cho là mang tính tự nhiên chủ nghĩa.